# Marché couvert d'Östermalm
Le marché couvert d'Östermalm, en suédois Östermalms Saluhall, est un bâtiment situé sur la place Östermalmstorg du quartier d'Östermalm à Stockholm en Suède. 
Inauguré en 1888, il abrite encore aujourd'hui des boutiques d'alimentation et de gastronomie.

## Conception et construction

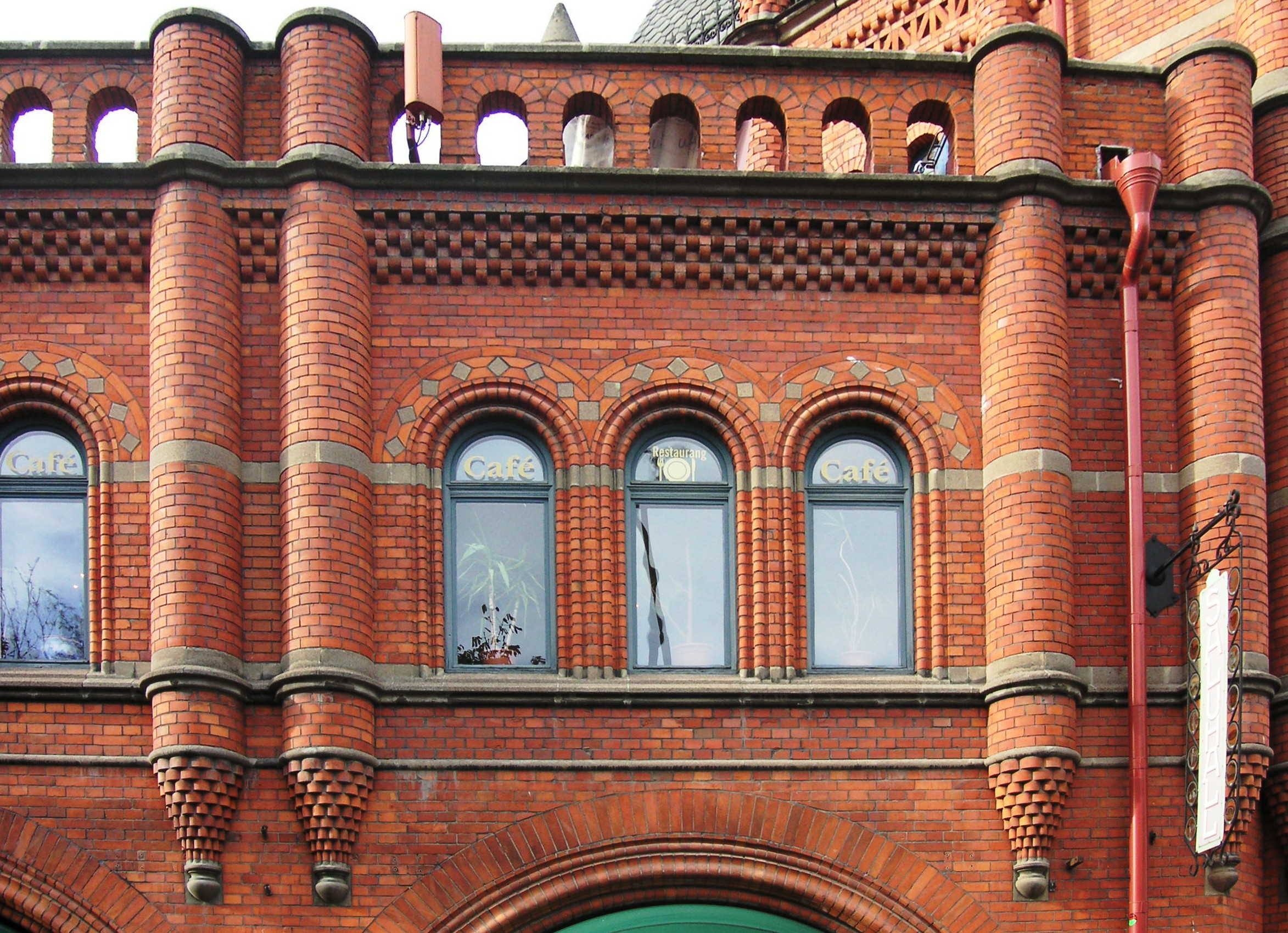
Détail des façades.

Le marché couvert d'Östermalm est l'œuvre des architectes Isak Gustaf Clason et Kasper Salin, qui ont aussi conçu la charpente de fonte à l'intérieur du bâtiment. Avant d'être sollicités pour le projet, tous deux ont effectué au milieu des années 1880 un voyage dans le nord de l'Allemagne, en Italie et en France, pour se familiariser avec les dernières techniques de construction en brique. C'est au cours de ce voyage et notamment en France qu'ils entrent en contact avec de nombreux exemples de charpentes en fonte, un type de construction alors inconnu en Suède, qui va leur servir d'inspiration pour la structure intérieure du marché couvert.
Le bâtiment, d'une superficie d'environ 3 000 m2, est construit en un temps record, à peine 6 mois. Entre 300 et 500 ouvriers participent aux travaux. L'inauguration a lieu le 30 novembre 1888 en présence du roi Oscar II.

## Le marché couvert aujourd'hui

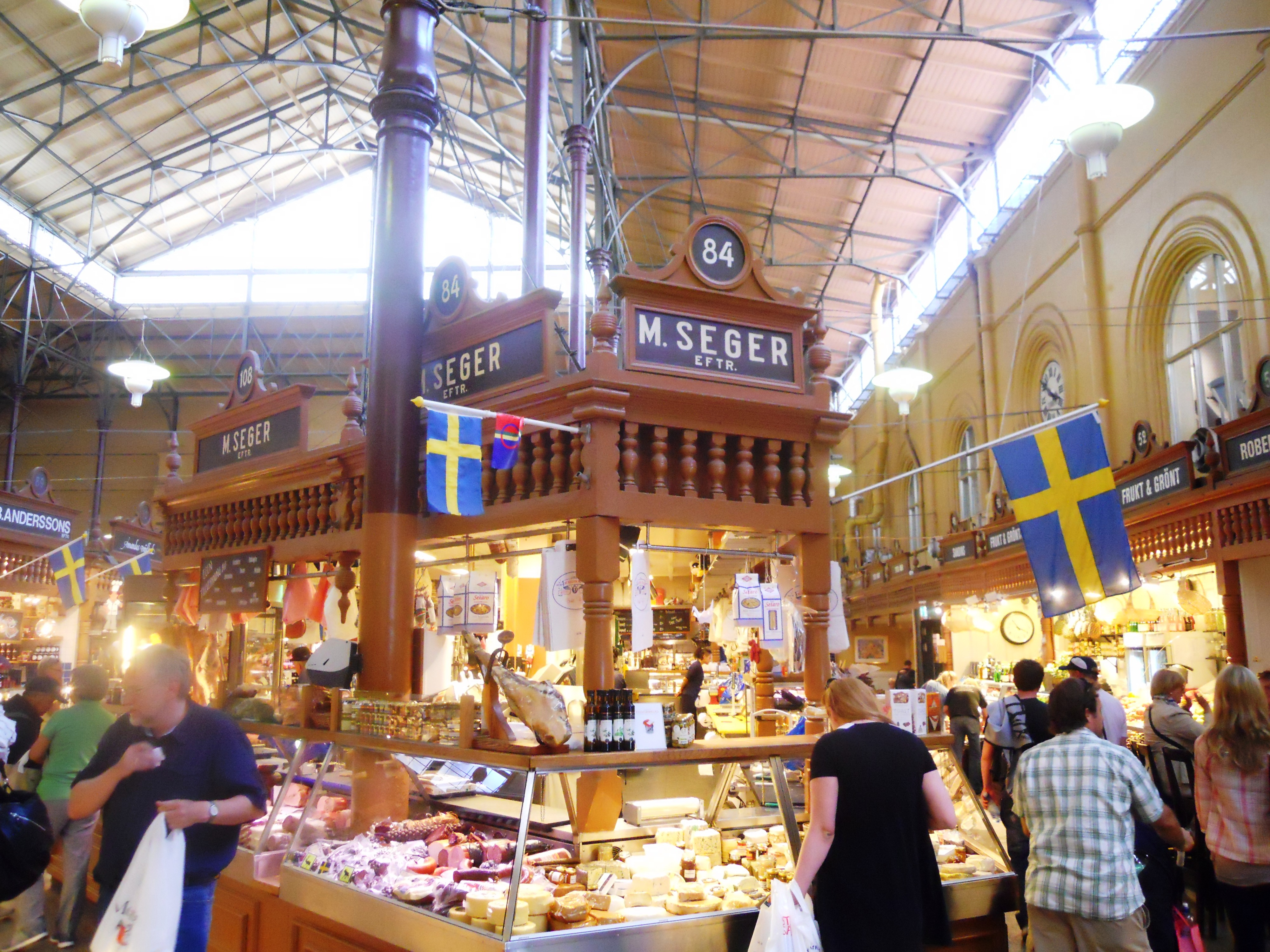
L'intérieur du marché

Le marché couvert d'Östermalm abrite aujourd'hui comme hier des boutiques d'alimentation et de gastronomie. On y accède par trois entrées différentes, certaines boutiques donnant aussi directement sur la rue. C'est la direction des abattoirs et des marchés publics de la ville de Stockholm qui en est propriétaire et gérant.
Le bâtiment est considéré comme l'un des plus beaux exemples de construction en brique de la fin du XIXe siècle en Suède. Il n'est pas classé comme monument historique (byggnadsminne), mais il est placé sous le régime de la protection du patrimoine culturel, ce qui lui donne une protection pratiquement équivalente.